# Anomalopus
Anomalopus is een geslacht van hagedissen uit de familie skinken (Scincidae).

## Uiterlijke kenmerken
Alle soorten hebben een langwerpig, slangachtig lichaam. De poten zijn geheel verdwenen of zijn zeer klein en hebben gereduceerde vingers en tenen. Vier soorten hebben helemaal geen zichtbare poten meer, Anomalopus leuckartii heeft twee vingers aan de voorpoten en de achterpoten zijn gereduceerd tot een klein stompje. De soort Anomalopus verreauxi heeft drie vingers aan de voorpoten en tot een klein stompje gereduceerde achterpoten. Anomalopus mackayi ten slotte heeft drie vingers aan de voorpoten en twee tenen aan de achterpoten.
De lichaamskleur is bruin, de kop is vaak donkerder. De soort Anomalopus mackayi heeft afstekende donkere strepen die bestaan uit vlekkenrijen in de lengte. De lichaamslengte is variabel; de soort Anomalopus pluto bereikt een kopromplengte exclusief staart van 7,6 centimeter terwijl Anomalopus verreauxi zo'n 18,5 cm lang wordt. De staart is ongeveer even lang als het lichaam en de kop samen.

## Levenswijze
Alle soorten zijn bodembewoners die leven in de strooisellaag en schuilen onder stenen en andere objecten. De vrouwtjes zetten eieren af op de bodem. Bij bedreiging kan de staart worden afgeworpen, die later weer aangroeit maar kleiner blijft. Dit wordt wel caudale autotomie genoemd.

## Verspreiding en habitat
Alle soorten komen endemisch voor in Australië en leven in de staten New South Wales en Queensland.
De habitat is variabel, de verschillende soorten komen zowel in tropische regenwouden als drogere bossen voor. De soort Anomalopus mackayi wordt vooral gevonden op drogere plaatsen zoals wegbermen. Sommige soorten hebben een tolerantie voor gebieden die sterk zijn aangepast door de mens, zoals composthopen.
Door de internationale natuurbeschermingsorganisatie IUCN is aan alle soorten een beschermingsstatus toegewezen. Alle zeven soorten worden als 'veilig' aangemerkt (Least Concern of LC).

## Naam en indeling
De groep werd voor het eerst wetenschappelijk beschreven door André Marie Constant Duméril en Auguste Duméril in 1851. Er zijn zeven soorten, waarvan er vier werden beschreven door Allen Eddy Greer en Harold George Cogger. De wetenschappelijke geslachtsnaam Anomalopus betekent vrij vertaald 'vreemde voeten'; anomalia = afwijkend en lopus = voet.
Verschillende soorten werden eerder tot het geslacht Lygosoma gerekend.

### Soorten
Het geslacht omvat de volgende soorten, met de auteur en het verspreidingsgebied.
| Naam                   | Auteur                  | Verspreidingsgebied                     |
| ---------------------- | ----------------------- | --------------------------------------- |
| Anomalopus brevicollis | Greer & Cogger, 1985    | Australië (Queensland)                  |
| Anomalopus gowi        | Greer & Cogger, 1985    | Australië (Queensland)                  |
| Anomalopus leuckartii  | Weinland, 1862          | Australië (New South Wales, Queensland) |
| Anomalopus mackayi     | Greer & Cogger, 1985    | Australië (New South Wales, Queensland) |
| Anomalopus pluto       | Ingram, 1977            | Australië (Queensland)                  |
| Anomalopus swansoni    | Greer & Cogger, 1985    | Australië (New South Wales)             |
| Anomalopus verreauxi   | Duméril & Duméril, 1851 | Australië (New South Wales, Queensland) |

Anomalopus · 
Asymblepharus · 
Calyptotis · 
Coeranoscincus · 
Coggeria · 
Concinnia · 
Ctenotus · 
Eremiascincus · 
Eulamprus · 
Fojia · 
Glaphyromorphus · 
Hemiergis · 
Insulasaurus · 
Isopachys · 
Kaestlea · 
Lankascincus · 
Larutia · 
Leptoseps · 
Lerista · 
Lipinia · 
Notoscincus · 
Ophioscincus · 
Otosaurus · 
Papuascincus · 
Parvoscincus · 
Pinoyscincus · 
Prasinohaema · 
Ristella · 
Saiphos · 
Scincella · 
Silvascincus · 
Sphenomorphus · 
Tropidophorus · 
Tumbunascincus · 
Tytthoscincus